# Lypothora
Lypothora är ett släkte av fjärilar. Lypothora ingår i familjen vecklare.
Kladogram enligt Catalogue of Life:
| Lypothora | \| \| Lypothora blanchardii \| \| \| \| \| \| Lypothora fernaldii \| \| \| \| \| \| Lypothora walsinghamii \| \| \| \| |
|           | \| \| Lypothora blanchardii \| \| \| \| \| \| Lypothora fernaldii \| \| \| \| \| \| Lypothora walsinghamii \| \| \| \| |
|           | Lypothora blanchardii                                                                                                  |
|           | |
|           | Lypothora fernaldii |
|           | |
|           | Lypothora walsinghamii                                                                                                 |
|           | |